# Гири, Фред
Фред Ги́ри (англ. Fred Geary; 23 января 1868 — 8 января 1955) — английский футболист, центральный нападающий. Наиболее известен по выступлениям за футбольные клубы «Эвертон» и «Ливерпуль», а также за национальную сборную Англии.
В «Эвертоне» Гири был результативным бомбардиром, забив 86 голов в 99 матчах, и помог команде завоевать чемпионский титул в сезоне 1890/91. Его описывали как «первого центфорварда „Эвертона“, захватывающего воображение болельщиков» и «таким же важным для „Эвертона“ в свою эпоху, как Дикси Дин спустя несколько десятилетий».

## Клубная карьера

### Ранние годы
Гири родился в Хайсон-Грин, пригороде Ноттингема (впоследствии вошёл в состав города). С детства увлекался бегом, выиграв множество турниров по спринту. Выступал за местные футбольные детско-юношеские команды, в том числе «Балморал». С 1886 по 1889 год выступал за клубы «Ноттс Рейнджерс», «Гримсби Таун» и «Ноттс Каунти».

### «Эвертон»
Летом 1889 года Гири перешёл в ливерпульский клуб «Эвертон». 7 сентября 1889 года дебютировал за «Эвертон» в матче Футбольной лиги против «Блэкберн Роверс» на стадионе «Энфилд», забив два гола. 4 ноября сделал хет-трик в матче против «Стока». Всего в сезоне 1889/90 забил 21 гол в лиге и помог команде занять второе место в чемпионате (чемпионский титул завоевал «Престон Норт Энд»). Также забил 4 гола в Кубке Англии, включая хет-трик в матче против «Дерби Каунти» 18 января.
В сезоне 1890/91 Гири забивал в каждом из шести первых туров чемпионата. К 10 января 1891 года «Эвертон» сыграл в Футбольной лиге 21 из 22 матчей, набрав 29 очков, у преследующего «Престон Норт Энд» было на 11 очков меньше, но 7 игр в запасе. К середине марта «Престон Норт Энд» сыграл все матчи, кроме одного, к тому моменту имея 27 очков. Всё решалось в последнем туре 14 марта. «Эвертон» проиграл «Бернли» со счётом 2:3 (Гири забил оба гола за «ирисок»), но и «Престон Норт Энд» проиграл свой матч «Сандерленду» со счётом 0:3. В результате «Эвертон» впервые стал чемпионом Англии. Гири провёл в том сезоне 22 матча и забил 21 гол.
Сезон 1891/92 Гири начал хорошо, забив 4 гола в 5 матчах, но затем получил травму, из-за чего пропустил несколько месяцев. «Эвертон» завершил сезон на 5-м месте.
Летом 1892 года «Эвертон» съехал с «Энфилда», на котором выступал на протяжении семи лет, и перебрался на стадион «Гудисон Парк». Именно Фред Гири забил первый гол «Эвертона» на «Гудисон Парк»: произошло это в товарищеской «игре открытия» стадиона против «Болтон Уондерерс». 3 сентября 1892 года «Гудисон Парк» принял первый матч Футбольной лиги: в нём «Эвертон» сыграл вничью с «Ноттингем Форест», первый гол в той игре забил игрок «Форест» Хорас Пайк, а Фред Гири забил первый гол «Эвертона. В сезоне 1892/93 Гири стал лучшим бомбардиром «Эвертона» (в третий раз за четыре сезона), забив 19 голов в 24 матчах Футбольной лиги, а команда заняла в чемпионате третье место.
Из-за травмы в начале сезона 1893/94 Гири уступил место в основном составе «Эвертона» Джеку Саутворту, купленному летом из «Блэкберн Роверс». Свой первый матч в том сезоне Фред провёл только 25 ноября 1893 года, забив гол в игре против «Бернли». Всего в сезоне 1893/94 он провёл за «ирисок» 9 матчей и забил 8 голов, а вытеснивший его из основного состава Саутворт стал лучшим бомбардиром чемпионата.
В сезоне 1894/95 Гири опять пропустил много времени из-за травм, сыграв лишь 8 матчей в свой последний сезон в «Эвертоне». Последнюю игру за клуб он провёл 13 апреля 1895 года (против «Дерби Каунти»). Всего он провёл за «Эвертон» 99 официальных матчей и забил 86 голов.

### «Ливерпуль»
В мае 1895 года перешёл в «Ливерпуль», который выбыл во Второй дивизион Футбольной лиги. «Эвертон» получил за его переход 60 фунтов стерлингов. 7 сентября 1895 года Гири дебютировал за «Ливерпуль» в матче против «Ноттс Каунти». Всего в сезоне 1895/96 забил за команду 11 голов в 19 матчах в рамках лиги и помог «Ливерпулю» выиграть Второй дивизион. После этого команда провела «тестовые» матчи плей-офф, по итогам которых вышла в Первый дивизион.
В сезоне 1896/97 из-за травм провёл только восемь матчей, а в последующие два сезона — ещё 12 матчей. Свою последнюю игру в основном составе «Ливерпуля» провёл 17 сентября 1898 года (против «Вулверхэмптон Уондерерс»); на протяжении пары лет после этого ещё периодически выступал за резервную команду клуба. Всего провёл за клуб 45 матчей, в которых забил 14 голов.

## Карьера в сборной
15 марта 1890 года дебютировал за национальную сборную Англии в матче Домашнего чемпионата против сборной Ирландии на стадионе «Баллинафей Парк» в Белфасте, в котором англичане разгромили соперника со счётом 9:1. Гири забил в той игре, как минимум, два и, как максимум, пять голов — данные разных отчётов сильно различаются. Чаще всего считается, что он сделал в той игре хет-трик.
4 апреля 1891 года провёл свой второй (и последний) матч за сборную, выйдя на поле стадиона «Ивуд Парк» в Блэкберне в игре против сборной Шотландии, завершившейся победой англичан со счётом 2:1.

## Достижения
«Эвертон»
- Чемпион Англии: 1890/91
- Вице-чемпион Англии: 1889/90

«Ливерпуль»
- Победитель Второго дивизиона: 1895/96

Сборная Англии
- Победитель Домашнего чемпионата Великобритании: 1890 (разделённая победа), 1891

## Стиль игры
Фреда Гири описывали как «невысокого, но мощного» нападающего; в 1892 году его рост составлял всего 158 см, а вес — 60 кг. Его главным преимуществом была высокая скорость, благодаря которой он уходил от защитников соперника. Иногда это было проблемой даже для его одноклубников, которые жаловались, что Гири «иногда был слишком быстр», оставляя партнёров далеко позади после своих «стремительных рывков».

## После завершения карьеры
После завершения карьеры вернулся на «Гудисон Парк», где работал смотрителем газона. Также играл в боулинг за команду Ланкашира и управлял пабами в Ливерпуле.
Умер в Ливерпуле в январе 1955 года незадолго до своего 87-летия.